# Spiridoula Matsika
Spiridoula Christos Matsika (ur. 1971) – grecka chemiczka teoretyczna. W 2014 roku została wybrana na członkinię Amerykańskiego Towarzystwa Fizycznego.

## Wykształcenie
Spiridoula Christos Matsika urodziła się w 1971 roku w Grecji, gdzie studiowała chemię na Uniwersytecie Narodowym im. Kapodistriasa w Atenach i otrzymała w 1994 roku licencjat. W 2000 roku uzyskała doktorat na Uniwersytecie Stanowym Ohio broniąc pracę pod kierunkiem Russella M. Pitzera. Po ukończeniu doktoratu przez trzy lata odbywała staż podoktorski na Uniwersytecie Johnsa Hopkinsa pod kierunkiem Davida Yarkony'ego.

## Kariera
W 2003 roku została zatrudniona na Temple University jako adiunktka na Wydziale Nauk Ścisłych i Technicznych. W 2009 roku uzyskała tytuł profesor nadzwyczajnej, a w 2014 roku tytuł profesor zwyczajnej.

## Nagrody i wyróżnienia
W 2005 roku przyznano jej nagrodę CAREER Award przyznawaną przez amerykańską Narodową Fundację Nauki. W 2013 roku uzyskała stypendium Fundacji Alexandra von Humboldta. W 2014 roku została wybrana na członka Amerykańskiego Towarzystwa Fizycznego „za wkład w zrozumienie dynamiki wzbudzonych cząsteczek wokół przecięć stożkowych i rozwój metod obliczania takich cząsteczek na najbardziej teoretycznym poziomie”.